# Abchaziens herrlandslag i fotboll
Abchaziens herrlandslag i fotboll representerar Abchazien i fotboll för herrar, och kontrolleras av det abchaziska fotbollsförbundet, som inte är medlem av Fifa eller Uefa. Första matchen spelades 2012 mot Nagorno-Karabach som slutade 1–1.
Abchazien är medlem i ConIFA och kan tävla i ConIFA:s Europamästerskap och Världsmästerskap. Abchazien deltog i det första världsmästerskapet, som hölls i Sápmi 2014 där man slutade på en åttondeplats, Abchazien arrangerade det andra världsmästerskapet, ett VM man vann före Panjab, Nordcypern och Padanien
Abchaziens första deltagande i EM kom under 2017 i Nordcypern, där man slutade på en fjärdeplats efter Seklerlandet, Nordcypern och Padanien. Under EM 2019 i Nagorno-Karabach slutade man på en tredjeplats före Tsmaerien och efter Västarmenien och Sydossetien